# Teorema de Poincaré–Bendixson
Em matemática, o teorema de Poincaré-Bendixson é uma afirmação sobre o comportamento de longo prazo das órbitas de sistemas dinâmicos contínuos no plano, cilindro ou duas esferas.

## Teorema
Dado um sistema dinâmico real diferenciável definido em um subconjunto aberto do plano, todo conjunto compacto não vazio de limite-ω de uma órbita, que contém apenas um número finito de pontos fixos, é
- um ponto fixo,

- uma órbita periódica, ou

- um conjunto conectado composto por um número finito de pontos fixos juntamente com órbitas homoclínicas e heteroclínicas conectando-os.

Além disso, existe no máximo uma órbita conectando diferentes pontos fixos na mesma direção. No entanto, poderia haver muitas órbitas homoclínicas conectando um ponto fixo.

## Discussão
Uma versão mais fraca do teorema foi originalmente concebida por Henri Poincaré (1892), embora lhe faltasse uma prova completa que mais tarde foi dada por Ivar Bendixson (1901).
Sistemas dinâmicos contínuos que são definidos em variedades bidimensionais diferentes do plano (ou cilindro ou duas esferas), bem como aqueles definidos em variedades de dimensões superiores, podem exibir conjuntos limites-ω que desafiam os três casos possíveis sob o teorema de Poincaré–Bendixson. Em um toro, por exemplo, é possível ter uma órbita recorrente não periódica, e sistemas tridimensionais podem ter atratores estranhos. No entanto, é possível classificar os conjuntos mínimos de sistemas dinâmicos contínuos em qualquer variedade bidimensional compacta e conectada devido a uma generalização de Arthur J. Schwartz.

## Aplicações
Uma implicação importante é que um sistema dinâmico bidimensional contínuo não pode dar origem a um atrator estranho. Se um atrator estranho C existisse em tal sistema, então ele poderia estar incluído em um subconjunto fechado e limitado do espaço de fase. Ao tornar este subconjunto suficientemente pequeno, quaisquer pontos estacionários próximos poderiam ser excluídos. Mas então o teorema de Poincaré-Bendixson diz que C não é um atrator estranho – ou é um ciclo limite ou converge para um ciclo limite.
É importante notar que o teorema de Poincaré-Bendixson não se aplica a sistemas dinâmicos discretos, onde o comportamento caótico pode surgir em sistemas bidimensionais ou mesmo unidimensionais.